# توصيلة شريانية وريدية
التوصيلة الشريانية الوريدية (بالإنجليزية: Arteriovenous fistula)‏ عبارة عن فتحة تصل الشريان بالوريد ليتسنى جريان الدم من الشريان إلى الوريد حيث يساعد هذا الجريان على توسعة الوريد وتقويته، ويقوم بهذه العملية جراح مختص. وموضع هذه التوصيلة إما أن تكون في ساعد اليد أو العضد.

## التاريخ
في عام 1962 ابتكر العالمان الأمريكيان (برشيا وسيمينو) وصلة تثبت بين الشريان والوريد في رسغ اليد وعرفت باسم (الفستيولا) وتعين الوصلة الشريانية الوريدية الداخلية التي من خلالها يمكن بسهولة توصيل دم مريض الفشل الكلوي بالكلى الصناعية لغسله ثم إعادة ضخه مرة أخرى إلى المريض وأصبحت هذه هي الوسيلة الأساسية المعروفة في كل أنحاء العالم حتى اليوم، واتسعت وكثر استعمال أجهزة الكلى الصناعية لتخدم ملايين من المرضى، ونجحت في إنقاذ العديد من المرضى المصابين بتسمم البولينا، مما أتاح لهم الفرصة لممارسة حياة طبيعية ولفترات طويلة وفتح الطريق كذلك أما عمليات زرع الكلى.
واجمالا يمكن القول ان الوصلة الشريانية الوريدية هي عبارة عن فتحة تصل الشريان بالوريد ليتسنى جريان الدم من الشريان إلى الوريد، حيث يساعد هذا الجريان على توسعة الوريد وتقويته وموضع هذه التوصيلة إما أن تكون في ساعد اليد أو العضد أو الفخذ وتكون بشكل نصف دائرى أو مستقيم ويتم ذلك عندما تكون أوعية الدم الطبيعية غير صالحة للاستعمال وتحتاج هذه التوصيلة إلى فترة تتراوح بين «2- 6 أسابيع» من تاريخ الجراحة حتى يتم استعمالها. كما تتم إزالة الغرز بعد 10- 14 يوما من الجراحة.
و من فوائد التوصيلة الشريانية الوريدية الطبيعية: 
1. سهولة وضع الإبر قبل الغسيل.
2. الحصول على سرعة جريان دم كافية.
3. الحصول على كمية كافية من تنقية الدم.
4. تعمل لفترة أطول.
5. نسبة حدوث الالتهاب فيها أقل.
6. نسبة حدوث توقف التوصيلة عن العمل أقل.

أما عن الإرشادات التي يجب اتباعها بعد العملية والتي تتلخص في الآتي: 
1. تحتاج التوصيلة إلى 6 أسابيع أو أكثر قبل أن يتم استعمالها، وذلك لإعطاء التوصيلة الفترة الكافية للنضوج، كما ينصح المريض بمراقبة الجرح والتأكد من عدم وجود نزيف دموى على الضمادة.
2. إبلاغ الممرضة في حال ازدياد النزيف.
3. رفع الذراع على وسادة لتخفيف نسبة التورم والإحساس بالألم وبالإمكان طلب حبوب مسكنة للألم في حالة عدم احتمال الألم.
4. عدم النوم على الذراع التي توجد فيها التوصيلة، وذلك للمحافظة على جريان الدم في التوصيلة.
5. القيام ببعض التمارين الرياضية لتقوية التوصيلة بواسطة الضغط على كرة إسفنجية.
6. عدم ارتداء الساعة أو أساور في الذراع التي توجد فيها التوصيلة.
7. يجب عدم ارتداء الملابس الضيقة على الذراع لكى لا يتوقف جريان الدم في التوصيلة.
8. عدم حمل الأشياء الثقيلة في اليد التي توجد بها التوصيلة.

كما ينصح قبل إدخال الإبرة بالآتي: 
- تنظيف اليدين والذراع ومكان إدخال الإبرة بالماء والصابون.
- تجفيف الذراع ومكان إدخال الإبرة بمنديل نظيف.
- رش موضع الإبر بالبخاخ المعقم.
- تقوم الممرضة بتعقيم موضع الإبر بمادة الكلينيدين ويجب عدم اللمس بعد ذلك.
- وينصح المريض بعد انتهاء غسيل الكلى بالآتي:

1. عدم إزالة الضمادة لمدة 3- 6 ساعات بعد الغسيل.
2. مراقبة مكان الإبر للتأكد من عدم وجود نزيف وعند حدوث نزيف، يجب الضغط على المكان لمدة 10 دقائق والحضور إلى قسم الطوارئ إن لم يتوقف النزيف.
3. التأكد من عدم وجود تورم وفي حال وجود تورم يجب الضغط على المكان لمدة 10 دقائق والحضور إلى قسم الطوارئ إذا استمر التورم في الازدياد.
4. التأكد من وجود جريان الدم في التوصيلة وفي حال تأكد المريض من عدم وجود الجريان في التوصيلة يجب الحضور إلى قسم الطوارئ.
5. التأكد من عدم وجود علامات للالتهاب مثل الاحمرار وارتفاع درجة الحرارة والألم عند اللمس أو التورم.